# Amata owstoni
Amata owstoni är en fjärilsart som beskrevs av Rothschild 1911. Amata owstoni ingår i släktet Amata och familjen björnspinnare. Inga underarter finns listade i Catalogue of Life.